# Mallaig (Écosse)
Pour les articles homonymes, voir Mallaig.
Mallaig (Malaig en gaélique écossais) est un port de mer écossais du district de Lochaber, sur la côte ouest des Highlands écossais.

## Communications

### Par la mer
Les ferries des compagnies Caledonian MacBrayne et Bruce Watt Sea Cruises appareillent à Mallaig et relient la terre à Armadale (île de Skye), Inverie (péninsule de Knoydart) ainsi qu'aux îles de Rùm, Eigg, Muck et Canna dans l'archipel des Hébrides.
Mallaig est le principal port commercial de la côte ouest de l'Écosse et fut, pendant les années 1970, le premier port de pêche d'Europe pour l'exploitation du hareng. La ville s'est d'ailleurs longtemps enorgueillie de ses harengs fumés mais, aujourd'hui, seules les fumeries Jaffy's and Sons et Andy Race Fish Merchants ont persisté.

### Par la terre

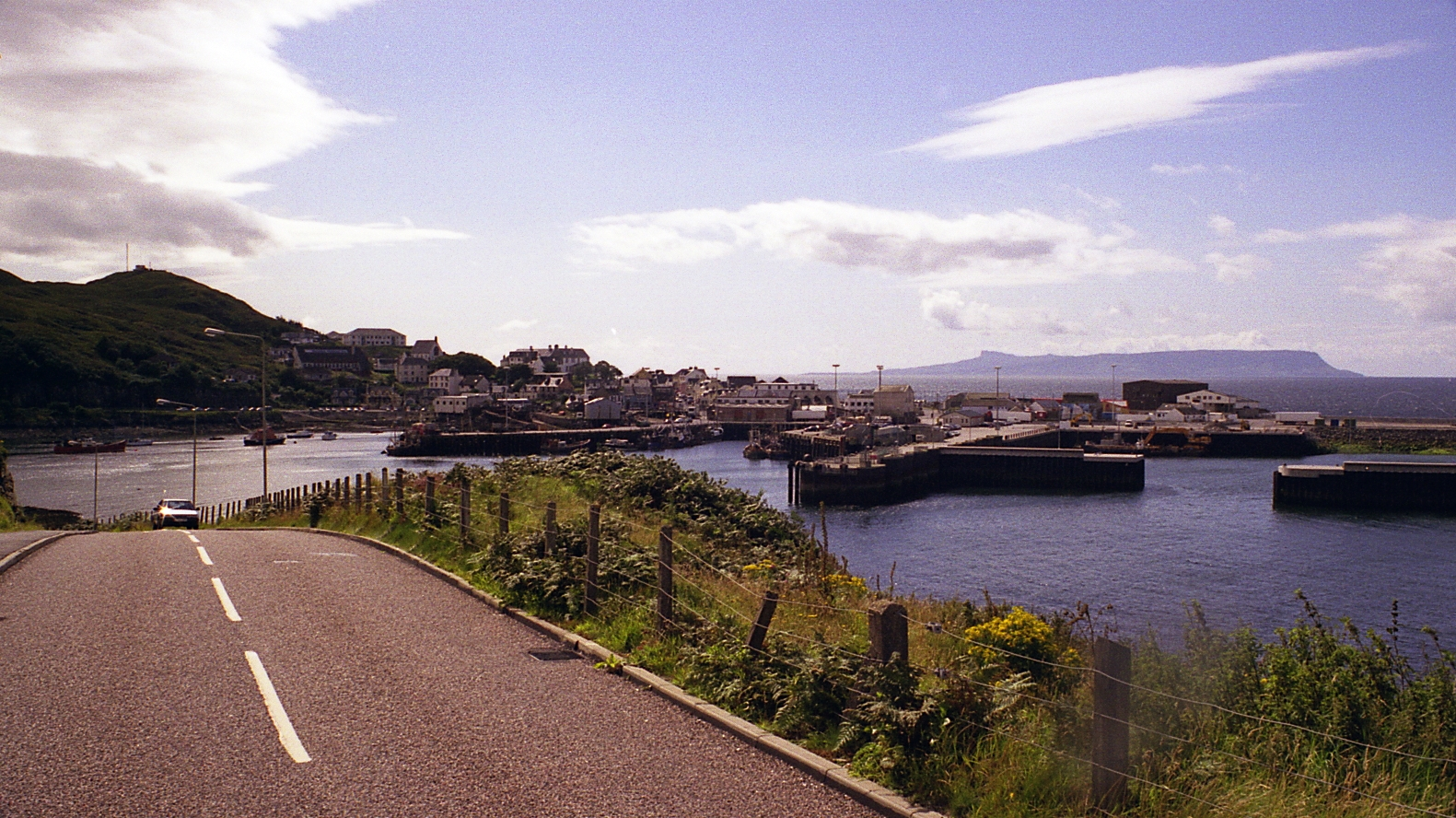
Mallaig depuis la route.

La gare de chemin de fer de Mallaig est le terminus de la West Highland Line (section Fort William & Mallaig), achevée en 1901. L'arrivée du chemin de fer avait, à l'époque, amplement contribué au développement de la ville.
Mallaig est reliée à Fort William par la route A830, surnommée Road to the Isles, « la route des Îles ».

## Éducation
En raison de son isolement géographique, l'enseignement à distance est bien développé à Mallaig ; le Lochaber College et l'UHI Millennium Institute ont ainsi mis en place des structures assurant l'enseignement du primaire à l'université. Le Lochaber College est en outre l'un des établissements de cette sorte les plus populaires du Royaume-Uni, avec plus de 8 % de la population locale suivant ses cours.

## Culture

### Tourisme
Mallaig et sa région constituent une destination touristique relativement populaire, axant son développement sur les activités extérieures comme la randonnée.

### Mallaig au cinéma

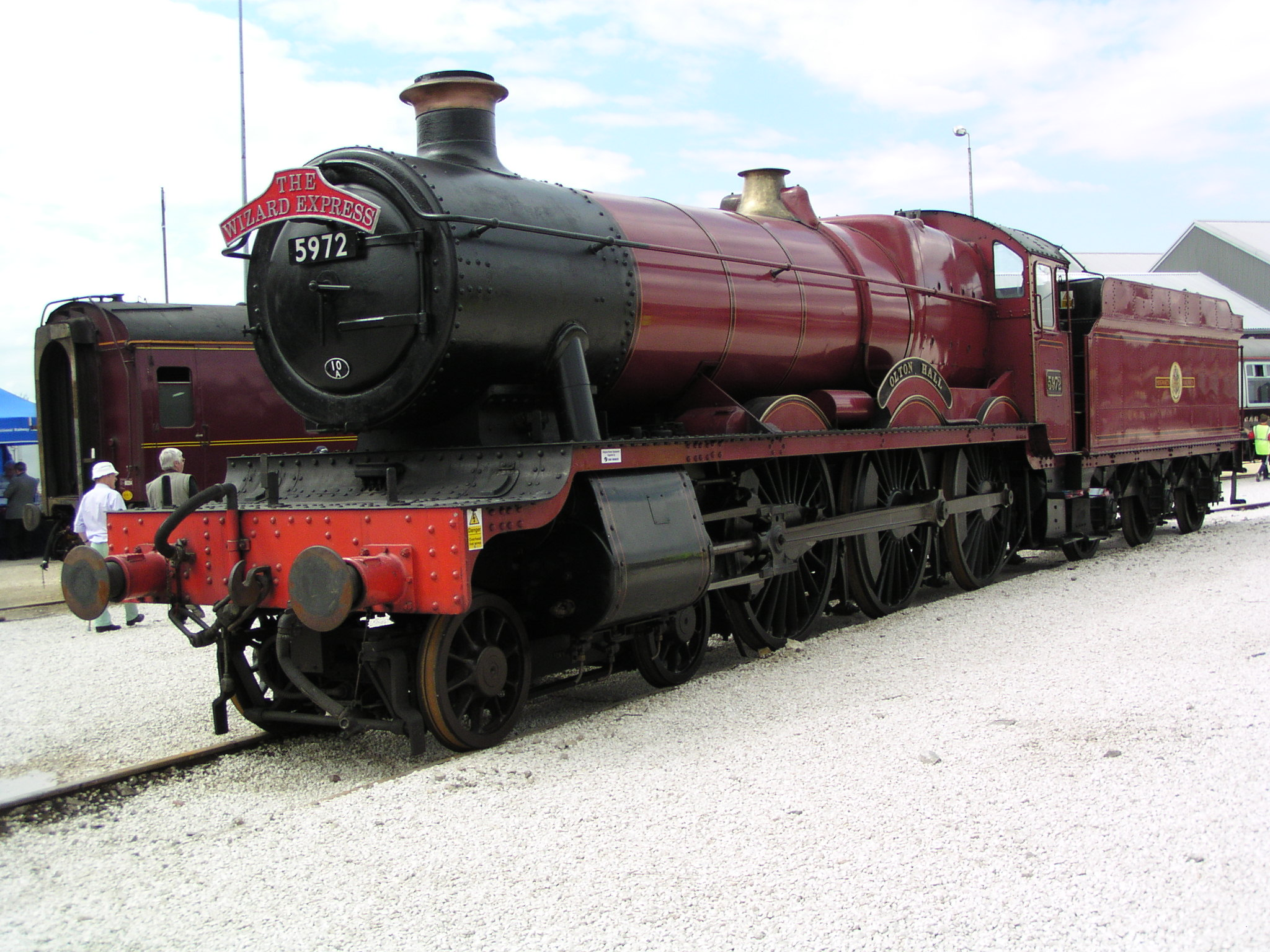
Le Poudlard Express.

Le film danois de 1996 Breaking the Waves, réalisé par Lars von Trier, a été en très grande partie filmé à Mallaig et dans sa région. La comédie écossaise Local Hero a elle aussi été tournée dans la région, principalement à Morar et Arasaig, des villages côtiers proches de Mallaig.
Dans les années 2000, Mallaig a accueilli le tournage des films de la saga Harry Potter. La voie ferrée a en effet servi au passage du Poudlard Express ; la locomotive du film est par ailleurs exposée à Mallaig durant les mois d'été.